# Andrew Yao

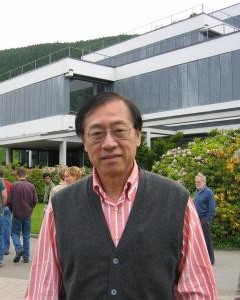
Andrew Yao

Andrew Yao (chiń. 姚期智; pinyin Yáo Qīzhì, ur. 24 grudnia 1946 w Szanghaju, Chiny) – informatyk pochodzenia chińskiego, laureat nagrody Turinga.

## Życiorys
Urodził się w Szanghaju, ale jego rodzina wyjechała stamtąd do Hongkongu, a następnie na Tajwan. W 1967 roku uzyskał B.Sc. z fizyki na Narodowym Uniwersytecie Tajwańskim. Kontynuował studia na Uniwersytecie Harvarda, gdzie uzyskał stopień A.M w 1969 roku oraz doktorat w 1972. Jego promotorem był Sheldon Glashow. W 1975 roku uzyskał Ph.D. w zakresie informatyki na University of Illinois at Urbana-Champaign, promotorem jego pracy, zatytułowanej  A Study of Concrete Computational Complexity był Chung Laung Liu.
Po rocznym stażu na Wydziale Matematyki w Massachusetts Institute of Technology, rozpoczął pracę na Wydziale Informatyki Stanford University. W 1981 roku wyjechał na University of California, Berkeley, aby po roku wrócić na Stanford University jako profesor. W 1986 roku przeniósł się na Princeton University, gdzie objął katedrę Inżynierii i Nauk Stosowanych. W 2004 roku objął stanowisko profesora oraz dyrektora Instytutu Informatyki Teoretycznej na Uniwersytecie Tsinghua w Pekinie. W 2005 roku został także profesorem na Chinese University of Hong Kong.
W 2000 roku został uhonorowany nagrodą Turinga za wkład w rozwój teorii obliczeń, a w szczególności teorii generatorów liczb pseudolosowych, kryptografii i złożoności komunikacyjnej.
Jego żona Frances Yao, jest również informatykiem i współpracownikiem męża.

## Odznaczenia i nagrody
- George Pólya Prize (1987)
- Nagroda Knutha (1996)
- Nagroda Turinga (2000)
- Nagroda Kioto w dziedzinie zaawansowanych technologii[1]